# Cirkusmusik

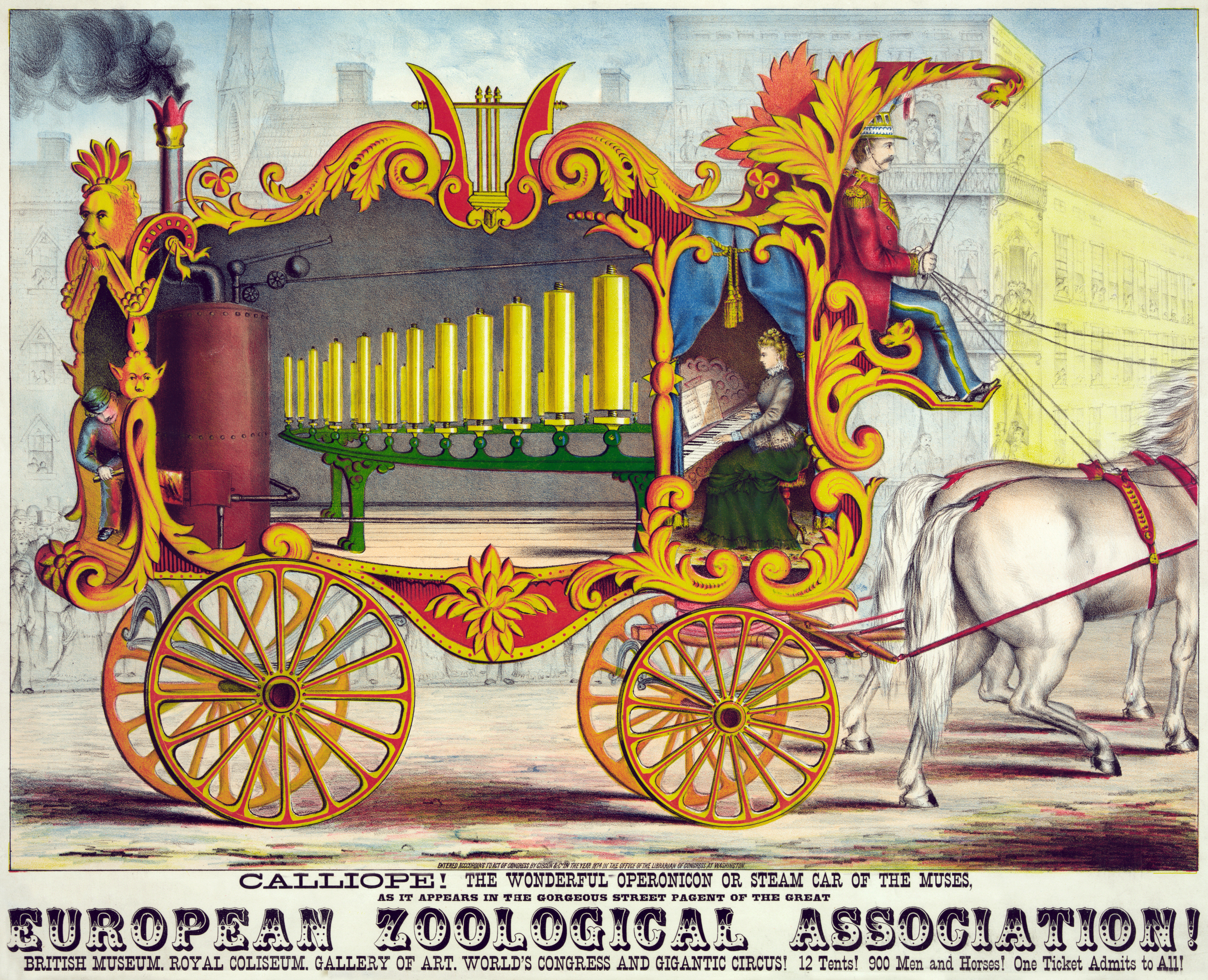
Ångorgel som gör reklam för en cirkus.

Cirkusmusik är musik som spelas när cirkusnumren presenteras på en cirkus och som ackompanjemang till numren, men också i samband med parader. 
Musik har använts på cirkus åtminstone sedan slutet av 1700-talet, då ofta med  en trumma och några flöjter, och år 1770 fanns en  en orkester på Philip Astleys cirkus i London.
I början bestod cirkusmusiken av populära melodier som spelades på violin och olika träblåsinstrument, men på 1830-talet började man att använda brassband. De följde med på turnéen och spelade också vid en parad genom staden för att göra reklam för cirkusen. På 1870- var det vanligt att orkestern kompletterades med en ångorgel.
Repertoaren består vanligen av marschmusik, ragtime, valser, galopper och annan dansmusik. Bland kompositörerna kan nämnas orkesterledaren Karl King, som skrev 280 melodier under sin livstid, och John Philip Sousa, vars mest populära marsch  "Stars and Stripes Forever" dock aldrig ingår i föreställningen men spelas för att varna för en farlig situation. Den mest kända cirkusmelodin är "Gladiatorernas intåg", en militärmarsch av den tjeckiska kompositören Julius Fučík som har arrangerats för en mindre orkester av kanadensaren Louis-Phillipe Laurendeau och används till att introducera clownerna. 